# Paternina-Don Zoilo
L'equip Paternina-Don Zoilo va ser un equip ciclista espanyol que competí professionalment el 1991. Per a l'any 1992 l'equip va canviar de nom a Ciemar-CHCS, però a principis de temporada va desaparèixer pels problemes econòmics.
No s'ha de confondre amb l'anterior Caja Rural-Paternina, ni amb el posterior Paternina-Costa de Almería

## Principals resultats
- 1 etapa a la Volta a Catalunya: Alfonso Gutiérrez
- 1 etapa a la Setmana Catalana: Alfonso Gutiérrez
- Clàssica d'Ordizia: Neil Stephens

### A les grans voltes
- Volta a Espanya
  - 1 participació (1991)
  - 0 victòria d'etapa: